# Äteniidi
Äteniidi is een plaats in de Estlandse gemeente Peipsiääre, provincie Tartumaa. De plaats heeft de status van dorp (Estisch: küla) en telt 20 inwoners (2021).
De plaats lag tot in oktober 2017 in de gemeente Pala en in de provincie Jõgevamaa. In die maand ging de gemeente op in de gemeente Peipsiääre. Pala verhuisde daarbij van de provincie Jõgevamaa naar de provincie Tartumaa.

## Ligging
Äteniidi ligt op minder dan een kilometer afstand van het Peipusmeer. De dorpen Sääritsa in het noorden en Ranna in het zuiden scheiden Äteniidi van het meer. De Tugimaantee 43, de secundaire weg van Aovere via Kallaste naar Kasepää, vormt de grens tussen Äteniidi en Sääritsa en over een korte afstand ook die tussen Äteniidi en Ranna.

## Geschiedenis
Äteniidi werd pas rond 1900 voor het eerst genoemd onder de Russische naam Атенита (Atenita), een dorp op het landgoed van Tellerhof (Ranna). Het noordelijk deel van het dorp heet Apumaa; volgens sommige bronnen is dat een apart dorp geweest.